# 歌手

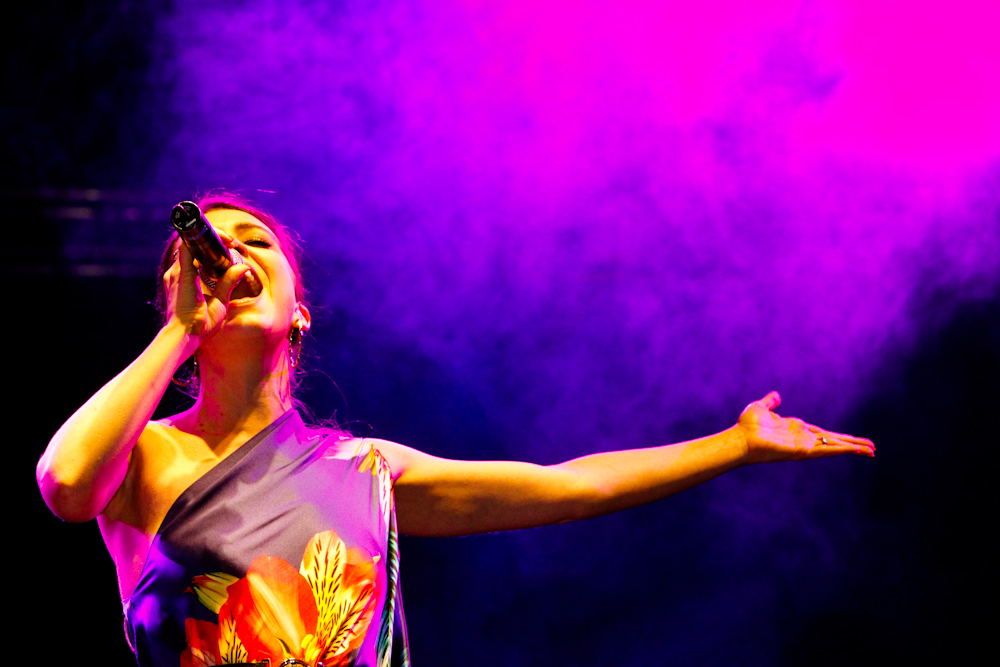
ブラジルの歌手 ロベルタ・サ

歌手（かしゅ、英語: singer）は、歌を歌うことを職業とする人。歌手の声は歌手それぞれの主要な声種および声域により分類される（後述）。
歌い手（うたいて）とも呼ばれるが、これは歌を歌うことを職業としていない人も含めた呼び方である。なお、YouTubeやニコニコ動画では「歌い手」は「歌ってみた」と呼ばれる動画を投稿するユーザーを表す言葉として定着しており、プロを表す「歌手」とは区別されている（歌ってみたを参照）。
ボーカリスト（英語: vocalist）は歌手と同じだが、演歌歌手のようなソロで歌っている人のことは含まない場合が多い。基本的にバンドやユニットに所属している人を指される。
ボーカルが複数人いるグループの場合、中心的ボーカルを「リードボーカル」（または「メインボーカル」）と言い、その他のボーカルを「サブボーカル」と言う。全員がリードボーカルのグループもある。

## 歌声の区分

### 性別と声域による区分

#### 男声
- ソプラニスタ
- カウンターテナー（カウンターテノール）
- テノール
- バリトン
- バス
- カストラート
- ボーイソプラノ

#### 女声
- ソプラノ
- メゾソプラノ
- アルト（コントラルト）
- バス
- バリトン
- コロラトゥーラ

### 発声法による区分
- 胸声
- 頭声
- 地声
- 裏声
- ファルセット
- ミックスボイス

その他にもホーミーなど特殊な発声もあり、民族音楽に顕著である。デスヴォイスなど新たな発声法も生まれている。